# Гитин, Борис Петрович
Бори́с Петро́вич Ги́тин (20 января 1937 года, Москва — 14 апреля 2011 года, там же) — советский и российский актёр.

## Биография
Окончил ремесленное училище при автозаводе имени Лихачёва. Затем на протяжении десяти лет работал фрезеровщиком, шофёром и слесарем.
Поступил на вечернее актёрское отделение Театрального училища им. Щукина (курс Марьи Рубеновны Тер-Захаровой) в 1962 году, окончил его в 1966 году.
В 1960-е годы работал в Центральном детском театре, а с 1968 года — на Киностудии имени Горького.
Первая роль в кино: «Пядь земли» (1964). В основном исполнял роли второго плана.
В 1990-е годы перестал сниматься в кино и не был связан с киноиндустрией. Работал швейцаром в одном из дорогих московских отелей.
Скончался 14 апреля 2011 года после тяжёлой болезни. Похоронен в Москве на Николо-Архангельском кладбище (30-й участок).

## Фильмография
1. 1964 — Пядь земли — солдат
2. 1965 — Время, вперёд! — рабочий
3. 1965 — Три времени года — Братец
4. 1966 — Такой большой мальчик — Гера
5. 1967 — Три дня Виктора Чернышёва — Дудоров
6. 1968 — Годен к нестроевой — Павел Фомин
7. 1968 — Иван Макарович — раненый боец в санитарном поезде
8. 1969 — Мой папа — капитан — «Лимонад»
9. 1969 — Тренер — старший тренер
10. 1969 — Я, Франциск Скорина… — Вацлав
11. 1970 — В Москве проездом… — грузчик
12. 1970 — Счастливый человек — Иван
13. 1970 — Сатирический киножурнал «Фитиль», сюжет «Человек и механизм» — помощник капитана корабля
14. 1971 — Офицеры — дежурный по суворовскому училищу
15. 1972 — Вот и лето прошло… — Андрей Рыбаков, папа Тёмы
16. 1972 — Иванов катер — знакомый Прасолова
17. 1972 — Горизонты — Степан
18. 1972 — Зима — не полевой сезон
19. 1972 — Улица без конца — инженер
20. 1973 — Облака — Петька
21. 1973 — Юнга Северного флота — Котелевский
22. 1973 — За облаками — небо — человек в машине
23. 1973 — Капля в море — папа Толи (нет в титрах)
24. 1973 — Свой парень — шофёр
25. 1974 — Отроки во Вселенной — робот-исполнитель
26. 1975 — Горожане — старшина ГАИ
27. 1975 — Меняю собаку на паровоз — сержант милиции
28. 1975 — Финист — Ясный Сокол — наблюдатель Вавила
29. 1975 — Шторм на суше — гость
30. 1975 — Сатирический киножурнал «Фитиль», сюжет «Эврика» — изобретатель
31. 1975 — Сатирический киножурнал «Фитиль», сюжет «Нельзя и можно» — чиновник
32. 1976 — Будёновка — Авдей, белый солдат
33. 1976 — Сатирический киножурнал «Фитиль», сюжет «Ради галочки» — председатель собрания
34. 1976 — Сатирический киножурнал «Фитиль», сюжет «Свои люди» — покупатель без записки
35. 1976 — Несовершеннолетние — пьяница
36. 1976 — Пока бьют часы — придворный
37. 1976 — Белый Бим Чёрное ухо — таксист (нет в титрах)
38. 1976 — Венок сонетов — пограничник
39. 1976 — По секрету всему свету — дядя Саша, друг папы Дениса (2 серия)
40. 1977 — «Посейдон» спешит на помощь — старпом «Кайры»
41. 1977 — Поединок в тайге — белый офицер из отряда Ильи Федотовича
42. 1977 — Хомут для Маркиза — Приходько
43. 1977 — Переезд (короткометражный)
44. 1978 — Баламут — строитель Коля
45. 1978 — Поговорим, брат… — Соболь
46. 1978 — Срочный вызов — плотник Трофим Денисович
47. 1978 — Супруги Орловы — санитар Пронин
48. 1979 — В одно прекрасное детство — лётчик Виктор Фёдорович Барановский
49. 1979 — Циркачонок — фельдфебель
50. 1979 — Приключения маленького папы — водитель трамвая
51. 1979 — Самые большие гонки (короткометражный)
52. 1980 — У матросов нет вопросов — начальник аэропорта
53. 1981 — Хочу, чтоб он пришёл — собутыльник отца
54. 1981 — Шестой — бандит
55. 1982 — Безумный день инженера Баркасова — служащий (делает доклад на совещании)
56. 1982 — Серебряное ревю — рабочий сцены (нет в титрах)
57. 1983 — Без особого риска — пассажир ялтинского автобуса
58. 1983 — Женатый холостяк — сосед Тамары
59. 1983 — Любовью за любовь — Булава
60. 1983 — Мы из джаза — член комиссии
61. 1984 — Егорка — человек со шхуны
62. 1984 — Как стать знаменитым — председатель
63. 1984 — Парашютисты — спортивный комментатор
64. 1986 — Полёт в страну чудовищ — повар
65. 1986 — Вера — эпизод
66. 1986 — Всего один поворот — Филипенко
67. 1986 — Хорошо сидим! — ГАИшник (нет в титрах)
68. 1987 — Приют для совершеннолетних — Катков
69. 1988 — Француз — почтальон дядя Костя
70. 1988 — Щенок — Георгий Михайлович, директор школы
71. 1989 — Пиры Валтасара, или Ночь со Сталиным — начальник поста охраны
72. 1990 — Живая мишень — владелец ресторана Сурен
73. 1990 — Лифт для промежуточного человека — Кукевич
74. 1991 — Болотная street, или Средство против секса — ворюга
75. 1991 — Привал странников — Шакин
76. 1991 — Чёртов пьяница — бухгалтер Абрам Исаакович
77. 1992 — Сатирический киножурнал Фитиль № 133-02 «Случай в бане»
78. 1994 — Любовь французская и русская — свёкор

### Киножурнал «Ералаш»
1. 1974 — Выпуск № 1 (сюжет «Дым, дым, дым!») — командир отделения пожарной команды (нет в титрах)
2. 1981 — Выпуск № 28 (сюжет «Портфель») — милиционер (нет в титрах)